# Gilbertville
Gilbertville é uma cidade localizada no estado americano de Iowa, no Condado de Black Hawk.

## Demografia
Segundo o censo americano de 2000, a sua população era de 767 habitantes.
Em 2006, foi estimada uma população de 722, um decréscimo de 45 (-5.9%).

## Geografia
De acordo com o United States Census Bureau tem uma área de
1,0 km², dos quais 1,0 km² cobertos por terra e 0,0 km² cobertos por água. Gilbertville localiza-se a aproximadamente 277 m acima do nível do mar.

## Localidades na vizinhança
O diagrama seguinte representa as localidades num raio de 16 km ao redor de Gilbertville.